# ضریب درون‌آمیزی

G زاده C و F است و C عموی بیولوژیکی F است.

ضریب درون‌آمیزی (به انگلیسی: Coefficient of inbreeding)، یک فرد احتمال این است که دو آلل در هر جایگاه کروموزمی در یک فرد به دلیل نسب از اجداد مشترک دو والدین یکسان باشند.
| نسل‌ها | ضریب همخونی (f) |
| ----- | --------------- |
| ۱     | ۲۵٪             |
| ۲     | ۳۷٫۵٪           |
| ۳     | ۵۰٪             |
| ۴     | ۵۹٫۳۷۵٪         |
| ۵     | ۶۷٫۱۸۷۵٪        |
| ۶     | ۷۳٫۴۳۷۵٪        |
| ۷     | ۷۸٫۵۱۵۶٪        |
| ۸     | ۸۲٫۶۱۷۲٪        |
| ۹     | ۸۵٫۹۳۷۵٪        |
| ۱۰    | ۸۸٫۶۲۳٪         |
| ۱۱    | ۹۰٫۷۹۵۹٪        |
| ۱۲    | ۹۲٫۵۵۳۷٪        |
| ۱۳    | ۹۳٫۹۷۵۸٪        |
| ۱۴    | ۹۵٫۱۲۶۳٪        |
| ۱۵    | ۹۶٫۰۵۷۱٪        |
| ۱۶    | ۹۶٫۸۱۰۲٪        |
| ۱۷    | ۹۷٫۴۱۹۴٪        |
| ۱۸    | ۹۷٫۹۱۲۲٪        |
| ۱۹    | ۹۸٫۳۱۰۹٪        |
| ۲۰    | 98.6335%        |